# University of Tokyo Atacama Observatory
Das University of Tokyo Atacama Observatory (TAO) ist eine Sternwarte auf dem Gipfel des Cerro Chajnantor, ein 5640 Meter hoher Lavadom in der Atacamawüste im Norden von Chile. Die Sternwarte ist weniger als 5 Kilometer entfernt von der Hochebene, auf dem das Atacama Large Millimeter Array (ALMA) errichtet wurde, liegt aber 580 m höher. Sie wird von der University of Tokyo betrieben und wurde auch von dieser geplant.
Die Sternwarte ist mit einem 6,5-m-Teleskop zur Beobachtung im Optischen und Infrarotem ausgestattet. Zu Baubeginn wurde ein 1 m Pilot-Teleskop, mit der Bezeichnung miniTAO im Jahr 2009 installiert; es ist das höchstgelegene Observatorium der Welt. Aufgrund der hohen Lage werden Beschränkungen des sonst vorhandenen atmosphärischen Fensters überwunden und es sind einerseits durchgängig Beobachtungen vom sichtbaren Wellenlängenbereich bis 2,5 µm möglich sowie in einem mittleren infraroten Bereich von 15 µm bis über 30 µm.
Das 6,5-m-Spiegelteleskop ist in Gregory-Anordnung aufgebaut. Der Hauptspiegel ist versilbert und der Sekundärspiegel mit einer adaptiven Optik ausgestattet, um atmosphärische Turbulenzen auszugleichen. Die Inbetriebnahme, die ursprünglich für 2019 geplant war, aber durch die COVID-19-Pandemie unterbrochen wurde, erfolgte im Jahr 2024.